# Lądowisko Sanok-Szpital
Lądowisko Sanok-Szpital – lądowisko sanitarne w Sanoku w województwie podkarpackim, znajdujące się przy Szpitalu Specjalistycznym, przy ul. 800-lecia 26 w dzielnicy Zatorze.
Przeznaczone jest do wykonywania startów i lądowań śmigłowców sanitarnych i ratowniczych w dzień i w nocy o dopuszczalnej masie startowej 5700 kg. 
Zarządzającym lądowiskiem jest Samodzielny Publiczny Zespół Opieki Zdrowotnej w Sanoku.
18 sierpnia 2010 wiceminister zdrowia Marek Haber, poseł do Parlamentu Europejskiego Elżbieta Łukacijewska, wicewojewoda podkarpacki Małgorzata Chomycz-Śmigielska, dyrektor Lotniczego Pogotowia Ratunkowego Robert Gałązkowski i starosta sanocki Wacław Krawczyk dokonali wmurowania aktu erekcyjnego pod lądowisko dla helikopterów sanitarnych przy Szpitalu Specjalistycznym w Sanoku. Budowa zrealizowana została ze środków Unii Europejskiej w ramach zadania inwestycyjnego: „Zwiększenie bezpieczeństwa zdrowotnego w Regionie Bieszczadzkim poprzez rozbudowę Szpitalnego Oddziału Ratunkowego w Sanoku, zakup sprzętu medycznego dla Szpitalnego Oddziału Ratunkowego w Sanoku i budowę lądowiska dla helikopterów sanitarnych wraz z infrastrukturą techniczną”.
Lądowisko zostało oddane do użytku w roku 2011. 30 maja 2011 miało miejsce pierwsze lądowanie helikoptera sanitarnego na lądowisku.

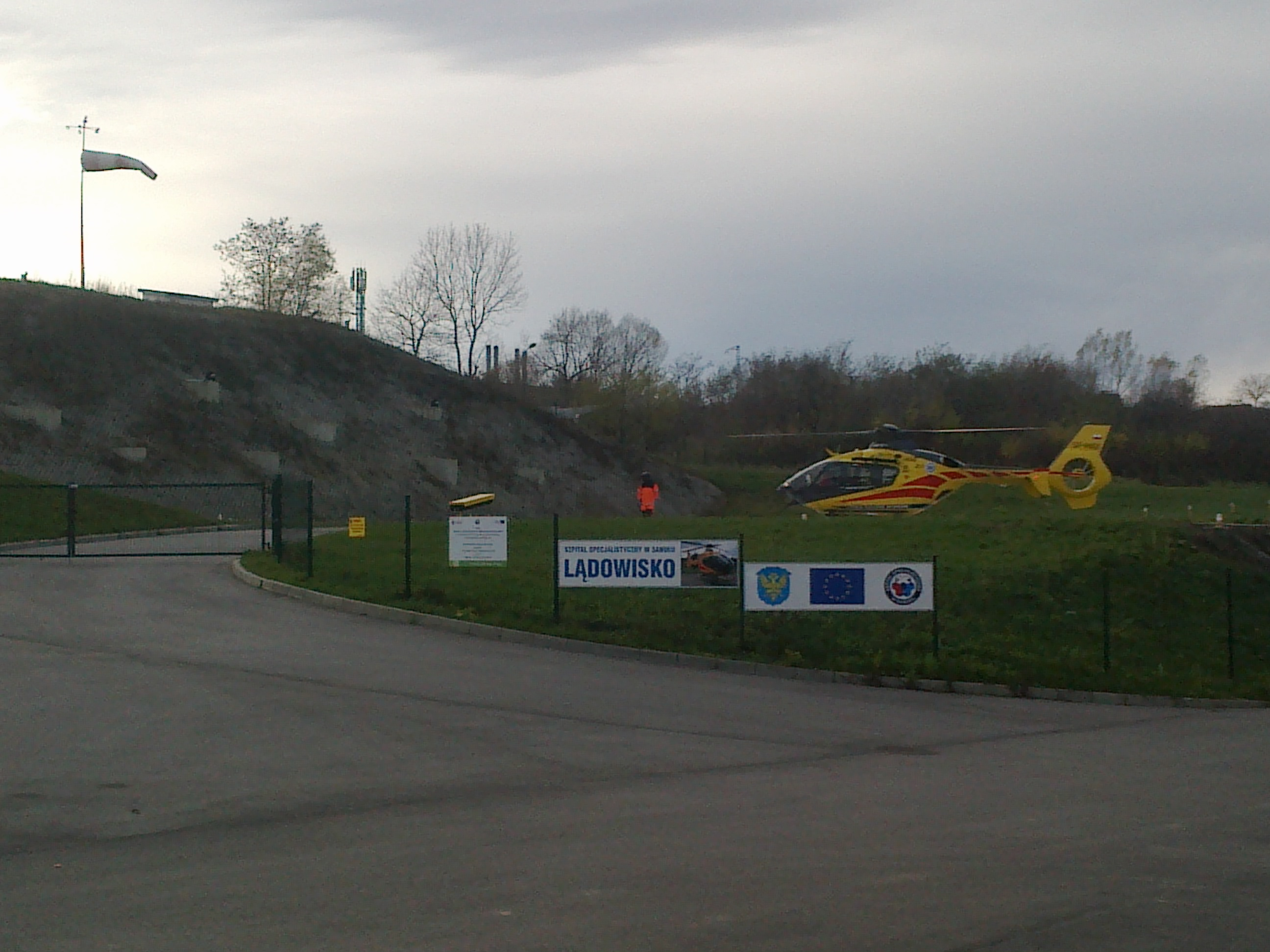
Śmigłowiec Lotniczego Pogotowia Ratunkowego na lądowisku przy szpitalu w Sanoku